# جبن دربي
جبن دربي أحد أنواع الجبن الجافّة الإنجليزية الأصل، ويصنع من اللبن البقري الكامل ولا يستغرق زمنًا طويلاً لتسويته.